# Hymenostegia normandii
Hymenostegia normandii är en ärtväxtart som beskrevs av François Pellegrin. Hymenostegia normandii ingår i släktet Hymenostegia och familjen ärtväxter. Inga underarter finns listade i Catalogue of Life.